# Stagiu de practică
Un stagiu de practică (de asemenea: internship) este o experiență de muncă de durată limitată, menită a înlesni integrarea în viața profesională a studenților sau absolvenților de studii universitare (numiți stagiari). 
În general, în cadrul unui stagiu de practică, se face un schimb de experiență între stagiar și angajator. Stagiarii oferă forță de muncă ieftină sau gratuită pentru a căpăta experiență într-un departament anume, cu posibilitatea de a fi angajați ulterior.

## Tipuri de stagii
Stagiile de practică există într-o varietate de industrii și servicii. Un stagiar poate să fie plătit, neplătit sau parțial plătit (sub forma unei burse de studii). Stagiile plătite sunt prezente, de obicei, în arii cum ar fi medicina, arhitectura, știința, ingineria, dreptul, economice (în special contabilitate și finanțe), industrie și publicitate. Stagiile neplătite sunt, de obicei, prezentate la Organizațiile Non-Profit, poziții de voluntar. Stagiile de practică pot fi part-time sau full-time - de obicei ele sunt part-time în timpul anului universitar și full-time vara. În general durata unui stagiu este de 6-12 săptămâni dar nu este o regulă, în funcție de companie, durata poate fi mai scurtă sau mai lungă.

## Taxe pentru stagii de practică
Anumite companii, (în general multinaționale) pentru a plasa un student într-un stagiu de practică (fie el și neplătit), cer o taxă. Aceste companii taxează asistența oferită de ei pentru căutarea unui stagiu de practică, și de obicei, în cazul în care nu se găsesc stagii, taxa este rambursată. Aceste programe pot varia, dar în general pentru taxa plătită sunt oferite pregătiri, acomodări într-un oraș nou, activități extra în weekenduri. 
Anumite persoane, consideră că taxele pentru stagiile de practică restricționează oportunitățile studențiilor care nu provin dintr-o familie bogată.
. Răspunsul companiilor la aceste acuzații este: "studentul de rând care provine dintr-o familie cu venituri medii, reușește fără probleme să plătească taxa aferentă". Anumite companii oferă burse de studiu pentru candidații care au o situație financiară precară.

## Legături externe
- "The Underground Intern Economy" Arhivat în 23 iulie 2012, la Wayback Machine., Spare Change News, Boston, 1 iunie 2012
- Lucas, Clay, "Unpaid internship: code for modern-day exploitation?", The Sydney Morning Herald, Sydney, Australia, 11 aprilie 2012
- Perlin, Ross, Intern nation : how to earn nothing and learn little in the brave new economy", 1st ed., Brooklyn , NY : Verso Books, 2011. ISBN 9781844676866
- Pune-ți pasiunea în practică! Stagii de practică în domeniile Marketing, Comunicare, Media și Jurnalism 2022